# Биннендейк, Симон
Симон Биннендейк (нидерл. Simon Binnendijk, 1821 — 1883) — нидерландский ботаник и садовник.     

## Биография
Симон Биннендейк родился в Лейдене в 1821 году.
Он получил специальную подготовку как садовник в Hort. Lugd. Batavum. В 1850—1869 годах Биннендейк был помощником куратора в Богорском ботаническом саду, а затем стал куратором упомянутого сада. Он опубликовал несколько работ в соавторстве с Йоханнесом Элиасом Тейсманном. Биннендейк внёс значительный вклад в ботанику, описав множество видов растений.
Симон Биннендейк умер в Богоре в 1883 году.

## Научная деятельность
Симон Биннендейк специализировался на папоротниковидных и на семенных растениях.

## Некоторые публикации
- Teysmann, JE; S Binnendijk. 1855. Catalogus Plantarum quae in horto botanico Bogoriensi coluntur.
- Teysmann, JE; S Binnendijk. 1866. Catalogus plantarum quae in Horto Botanico Bogoriensi coluntur: Catalogus van 's Lands plantentuin te Buitenzorg. Ed. Ter Lands-drukkerij. 398 pp.

## Почести
Вид Garcinia binnendijkii Pierre был назван в его честь.